# European Border Breakers Awards

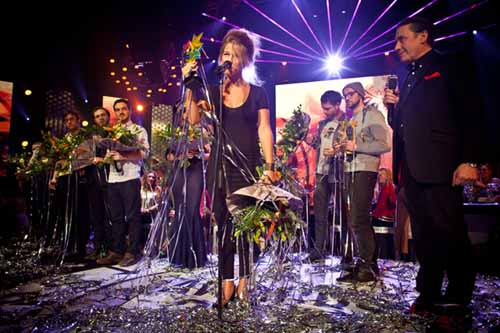
EBBA Awards 2012 - Selah Sue (foto: Mike Breeuwer)

 Los premios European Border Breakers, EBBA por sus siglas en inglés, reconocen cada año el éxito de 10 nuevos artistas o grupos que con su primer álbum internacional, publicado el año anterior, han "roto fronteras" y llegado a públicos fuera de su propio país. Entre los ganadores de los EBBA hay artistas y grupos como Adele, Tokio Hotel, The Baseballs, Zaz, Lykke Li, Milow, Katie Melua, Damien Rice, Caro Emerald, Stromae y Mumford & Sons.

## Organización
Los EBBA, creados por la Comisión Europea, son un premio de la Unión Europea. De seleccionar a los ganadores y organizar la ceremonia de entrega se encarga la fundación Noorderslag, cuya misión es promocionar la música pop europea.

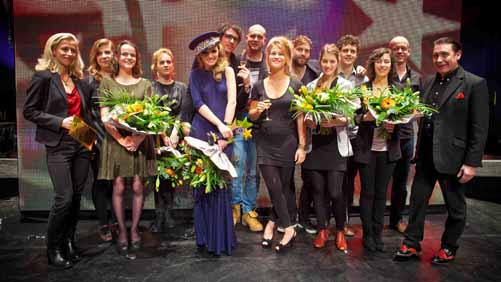
European Border Breakers Awards 2012 - todos los ganadores (foto: Mike Breeuwer)

## Socios
- European Broadcasting Union (EBU)[4]
- El Programa de Intercambio de Talentos Europeos (ETEP por sus siglas en inglés) ha creado una red de festivales de música popular europeos que facilita la contratación de grupos europeos fuera de su país de origen.[4] e informa a los medios de comunicación sobre nuevos artistas europeos.[5]

## Selección de ganadores
Los artistas o grupos nominados al premio se seleccionan según los criterios siguientes:
- Éxito del primer trabajo publicado internacionalmente el año anterior en países europeos distintos del suyo.
- Tiempo de antena en canales de radio de la Unión Europea de Radiodifusión (UER).
- Éxito en festivales europeos (ETEP) fuera de su país de origen.[6]

## Premio del Público
Desde 2010 se organiza una votación en línea para elegir qué vencedor del premio EBBA recibirá, además del premio "normal", el Premio del Público (Public Choice Award). El primer ganador fue el cantautor belga Milow. En 2011 ganó la banda alemana de rock and roll The Baseballs.

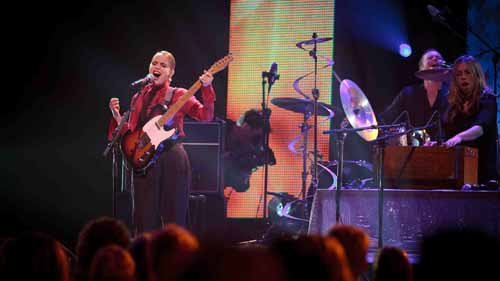
European Border Breakers Awards 2012 - Anna Calvi (foto: Mike Breeuwer)

## La ceremonia
Desde 2009, la ceremonia anual de entrega tiene lugar en enero, dentro del Festival Eurosonic Noorderslag que acoge la ciudad holandesa de Groningen, con la animación del músico y presentador de la BBC Jools Holland. Los ganadores tocan en directo durante la ceremonia y el resto del festival. Los vencedores de ediciones anteriores participan como invitados especiales. El canal público holandés de televisión NOS/NTR emite la ceremonia en diferido a través de NET3. También la retransmiten cada año varias televisiones europeas.

## Antecedentes
Los premios EBBA fueron creados por la Comisión Europea en 2004. Con ellos la Comisión Europea quiere potenciar la circulación transfronteriza del repertorio de música popular y poner de manifiesto la gran diversidad musical de Europa. Los Premios European Border Breakers se financian a través del Programa Cultura de la Unión Europea, cuyo objetivo es fomentar la movilidad transfronteriza de los artistas y profesionales de la cultura, favorecer la circulación transnacional de los productos culturales y artísticos e impulsar el diálogo intercultural.

## Ganadores de los EBBA 2012
| País         | Artista                | Álbum                |
| ------------ | ---------------------- | -------------------- |
| Austria      | Elektro Guzzi          | Elektro Guzzi        |
| Bélgica      | Selah Sue              | Selah Sue            |
| Dinamarca    | Agnes Obel             | Philharmonics        |
| Francia      | Ben l’Oncle Soul       | Soulman              |
| Alemania     | Boy                    | Mutual Friends       |
| Irlanda      | James Vincent McMorrow | Early in the Morning |
| Países Bajos | Afrojack               | Lost and Found       |
| Rumanía      | Alexandra Stan         | Saxobeats            |
| Suecia       | Swedish House Mafia    | Until One            |
| Reino Unido  | Anna Calvi             | Anna Calvi           |

Premio del Público: Selah Sue

## Ganadores de los EBBA 2011
| País         | Artista        | Álbum                                |
| ------------ | -------------- | ------------------------------------ |
| Dinamarca    | Aura Dione     | Columbine                            |
| Alemania     | The Baseballs  | Strike                               |
| Francia      | Zaz            | ZAZ                                  |
| Noruega      | Donkeyboy      | Caught                               |
| Rumanía      | Inna           | Hot                                  |
| Austria      | Saint Lu       | Saint Lu                             |
| Reino Unido  | Mumford & Sons | Sigh No More                         |
| Suecia       | Miike Snow     | Miike Snow                           |
| Países Bajos | Caro Emerald   | Deleted Scenes From The Cutting Room |
| Bélgica      | Stromae        | Cheese                               |

Premio del Público: The Baseballs

## Ganadores de los EBBA 2010
| País         | Artista            | Álbum               |
| ------------ | ------------------ | ------------------- |
| Bélgica      | Milow              | Milow               |
| Reino Unido  | Charlie Winston    | Hobo                |
| Alemania     | Peter Fox          | Stadtaffe           |
| Austria      | Soap&Skin          | Lovetune for Vacuum |
| Estonia      | Kerli              | Love Is Dead        |
| Suecia       | Jenny Wilson       | Hardships           |
| Portugal     | Buraka Som Sistema | Black Diamond       |
| Francia      | Sliimy             | Paint Your Face     |
| Países Bajos | Esmée Denters      | Outta Here          |
| Italia       | Giusy Ferreri      | Gaetana             |

Premio del Público: Milow

## Ganadores de los EBBA 2009
| País         | Artista        | Álbum                                  |
| ------------ | -------------- | -------------------------------------- |
| Francia      | AaRON          | Artificial Animals Riding on Neverland |
| Reino Unido  | Adele          | 19                                     |
| Dinamarca    | Alphabeat      | Alphabeat                              |
| Alemania     | Cinema Bizarre | Final Attraction                       |
| Francia      | The Dø         | A Mouthfull                            |
| Países Bajos | Kraak & Smaak  | Boogie Angst                           |
| Dinamarca    | Ida Corr       | One                                    |
| Suecia       | Lykke Li       | Youth Novels                           |
| Irlanda      | The Script     | The Script                             |
| Reino Unido  | The Ting Tings | We Started Nothing                     |

## Ganadores de los EBBA 2008
| País        | Artista            | Álbum                              |
| ----------- | ------------------ | ---------------------------------- |
| Bélgica     | Reborn             | Fools Rush In                      |
| Dinamarca   | Dúné               | We are in there, you are out there |
| Finlandia   | Sunrise Avenue     | On The Way To Wonderland           |
| Francia     | Ayo                | Joyful                             |
| Alemania    | Cascada            | Everytime We Touch                 |
| Irlanda     | Dolores O'Riordan  | Are You Listening?                 |
| Polonia     | Hemp Gru           | Klucz                              |
| España      | Miguel Ángel Muñoz | M.A.M.                             |
| Suecia      | Basshunter         | LOL <(^^,)>                        |
| Reino Unido | The Fratellis      | Costello Music                     |

## Ganadores de los EBBA 2007
| País        | Artista            | Álbum                |
| ----------- | ------------------ | -------------------- |
| Bélgica     | Gabriel Ríos       | Ghostboy             |
| Alemania    | Tokio Hotel        | Schrei               |
| Francia     | Ilona Mitrecey     | Un monde parfait     |
| Grecia      | Elena Paparizou    | My Number One        |
| Reino Unido | Corinne Bailey Rae | Corinne Bailey Rae   |
| Irlanda     | Celtic Woman       | Celtic Woman         |
| Italia      | Vittorio Grigolo   | In the Hands of Love |
| Polonia     | Blog 27            | Lol                  |
| Suecia      | José González      | Veneer               |
| España      | Beatriz Luengo     | Beatriz Luengo       |

## Ganadores de los EBBA 2006
| País        | Artista             | Álbum                |
| ----------- | ------------------- | -------------------- |
| Bélgica     | Sarah Bettens       | Scream               |
| Dinamarca   | Hush                | A Lifetime           |
| Alemania    | Juli                | Es ist Juli          |
| Francia     | Amel Bent           | Un jour d'été        |
| Reino Unido | KT Tunstall         | Eye to the Telescope |
| Irlanda     | Hal                 | Hal                  |
| Suecia      | Arash               | Boro Boro            |
| España      | Bebe                | Pafuera Telanaras    |
| Hungría     | Heaven Street Seven | Get Out And Walk!    |

## Ganadores de los EBBA 2005
| País        | Artista         | Álbum                        |
| ----------- | --------------- | ---------------------------- |
| Dinamarca   | The Raveonettes | Chain gang of love           |
| Alemania    | Wir sind Helden | Die Reklamation              |
| Finlandia   | Redrama         | Every Day Soundtrack         |
| Francia     | Corneille       | Parce que l'on vient de loin |
| Reino Unido | Katie Melua     | Call Off the Search          |
| Irlanda     | Damien Rice     | O                            |
| Italia      | Benny Benassi   | Hypnotica                    |
| Polonia     | Myslovitz       | Korova Milky Bar             |
| Suecia      | Ana Johnsson    | The Way I Am                 |

## Ganadores de los EBBA 2004
| País        | Artista       | Álbum                |
| ----------- | ------------- | -------------------- |
| Bélgica     | Lasgo         | Some Things          |
| Dinamarca   | Saybia        | The Second You Sleep |
| Alemania    | Masterplan    | Masterplan           |
| Francia     | Carla Bruni   | Quelqu'un m'a dit    |
| Reino Unido | The Darkness  | Permission To Land   |
| Irlanda     | The Thrills   | So Much For The City |
| Italia      | Tiziano Ferro | Rosso Relativo       |
| Portugal    | Mariza        | Fado Em Mim          |
| España      | Las Ketchup   | Hijas del Tomate     |